# Junta de supervisores (Estados Unidos)
Una junta de supervisores (en inglés: Board of supervisors) es un organismo gubernamental que supervisa la operación del gobierno de condado en los estados estadounidenses de Arizona, California, Iowa, Misisipi, Virginia y Wisconsin, así como 16 condados en Nueva York. Hay agencias equivalentes en otros estados.
Al igual que un concejo de ciudad, una junta de supervisores tiene poderes legislativos, ejecutivos y cuasijudiciales. La diferencia importante es que un condado es una división administrativa de un estado, mientras que una ciudad es una corporación municipal; por lo tanto, los condados implementan y, según sea necesario, refinan la aplicación local de la ley estatal y la política pública, mientras que las ciudades producen e implementan sus propias leyes locales y políticas públicas (sujeto a la autoridad superior de la ley estatal). A menudo se preocupan por la provisión de tribunales, cárceles, salud pública y tierras públicas. 

## Poderes legislativos
Las juntas pueden aprobar y derogar leyes, generalmente llamadas ordenanzas. Dependiendo del estado y el tema de la ley, estas leyes pueden aplicarse a todo el condado o solo a áreas no incorporadas que no estén dentro de la jurisdicción de una ciudad. La junta también es responsable de aprobar el presupuesto del condado. Los gobiernos del condado pueden recaudar impuestos estatales y, en algunos estados, también pueden recaudar impuestos, como el impuesto a la propiedad o a las ventas. 
En algunos estados, incluido Míchigan, y en algunos condados de Nueva York hasta hace poco, las juntas de gobierno del condado estaban compuestas por "supervisores" de township (Míchigan) o de ciudad (Nueva York). Estos son los principales funcionarios electos de cada municipio civil. Las Juntas de Supervisores originalmente estaban compuestas por varios supervisores de ciudades y pueblos de todo el condado. Este sistema otorgó a cada municipio un voto en la junta del condado, independientemente de su población, lo que resultó en que los municipios menos poblados tuvieran influencia en la toma de decisiones que era desproporcionada para sus poblaciones. 
Tanto Míchigan como Nueva York cambiaron la forma en que eligieron las juntas de condado dividiendo los condados en distritos de un solo miembro, dibujados de manera que cada distrito tenga más o menos la misma población de tamaño o con el voto de cada municipio ponderado por población, por orden del Tribunal Warren (véase Reynolds v. Sims). En Míchigan, el nuevo modelo de placa se implementó en 1968. El nombre "Junta de Supervisores" se cambió a "Junta de Comisionados" en 1970 para evitar confusiones con el gobierno municipal (donde todavía se usaba el término "Supervisor"). En Nueva York, las nuevas juntas se llamaron "legislaturas del condado" (y sus miembros, "legisladores del condado"), pero no todos los condados han adoptado este sistema. Los que conservaron las antiguas juntas de supervisores después de la década de 1960 asignaron a cada miembro un voto proporcional basado en la población representada. 

## Poderes ejecutivos
Las juntas supervisan los departamentos del condado. En general, esto se realiza bajo los auspicios de un administrador o ejecutivo del condado. El poder del administrador o ejecutivo para actuar de manera independiente depende de los estatutos del condado. El administrador o ejecutivo generalmente tiene la autoridad sobre las operaciones diarias de los departamentos del condado. Muchas juntas nombran de manera independiente a los jefes de departamento, mientras que otras delegan esa autoridad al administrador o ejecutivo. Algunos jefes de departamento, como el sheriff o el fiscal de distrito, pueden ser elegidos por separado por el electorado; sin embargo, la junta aún controla los presupuestos de estos departamentos. 
En la ciudad y el condado de San Francisco, un gobierno consolidado de la ciudad y el condado, la Junta de Supervisores cumple una doble función como junta de control del condado y consejo de ciudad, y el alcalde es simultáneamente jefe de gobierno de la ciudad y ejecutivo del condado. 

## Poderes cuasi-judiciales
En algunos estados, la junta es el árbitro final de las decisiones tomadas por las comisiones debajo de una junta. Esto a menudo implica problemas de planificación del uso del suelo. 

## Otros estados
En algunos estados, el cuerpo equivalente a una Junta de Supervisores se llama consejo del condado (en inglés: County Council) o comisión del condado (en inglés: County Commission); Para las parroquias de Luisiana, el cuerpo equivalente es un jurado de la policía (en inglés: Police Jury). En Nueva Jersey, el equivalente es la Junta de propietarios libres elegidos, mientras que en Kentucky el equivalente se llama Tribunal Fiscal. En Nebraska, algunos condados están gobernados por una junta de supervisores, mientras que otros están gobernados por una comisión del condado. En Nueva York, los condados están gobernados por una legislatura del condado, una junta de representantes o una junta de supervisores. 
En Pensilvania, "Junta de Supervisores" es el nombre del organismo que gobierna los municipios de la segunda clase que no han adoptado un estatuto de regla de origen. Por defecto, una junta de supervisores del municipio de Pennsylvania consta de tres miembros, elegidos en general en años impares para períodos escalonados de seis años. Los votantes de un municipio de la segunda clase pueden votar para ampliar la junta a cinco miembros. Por el contrario, los municipios de primera clase eligen una Junta de Comisionados, un miembro de cada barrio, con un número de 7 a 15. 

### General
- Junta de freeholders elegidos (Nueva Jersey)
- Junta de Ediles (Nueva Inglaterra)

### Juntas individuales de condado

#### Arizona
- Maricopa

- Maricopa

#### California
- Alameda
- Butte
- Contra Costa
- Imperial
- Kern
- Los Ángeles
- Marin
- Monterey
- Nevada
- Orange
- Plumas
- Riverside
- Sacramento
- San Diego
- San Francisco
- San Mateo
- Santa Clara
- Sonoma

- Alameda
- Butte
- Contra Costa
- Imperial
- Kern
- Los Angeles
- Marin
- Monterey
- Nevada
- Orange
- Plumas[3]
- Riverside[4]
- Sacramento
- San Diego
- San Francisco
- San Mateo
- Santa Clara
- Sonoma[5]

#### Virginia
- Albemarle
- Arlington
- Fairfax
- Loudoun
- Prince William

- Albemarle
- Arlington
- Fairfax
- Loudoun
- Prince William

#### Wisconsin
- Milwaukee

- Milwaukee